# Malegno
Malegno (en dialecto camuno, Malégn) es un municipio italiano situado en la provincia de Brescia, en Lombardía. Tiene una población estimada, a fines de enero de 2024, de 1931 habitantes.
Se encuentra en la orilla derecha del río Oglio y está atravesado por el arroyo Lanico. Lo cruza la carretera estatal 42, del Tonale y de la Mendola, de la que se separa la carretera hacia el Altipiano del Sole y otra que va a Cividate Camuno, sobre la otra orilla del Oglio.
Restos de antigua actividad humana en esta zona son dos statue stele («estatuas estelas») llamadas «di Bagnolo», ubicadas al oeste de la localidad.

## Evolución demográfica
| Gráfica de evolución demográfica de Malegno entre 1861 y 2024 |
|                                                               |
| Fuente: ISTAT - Elaboración gráfica de Wikipedia              |